# Wakinga

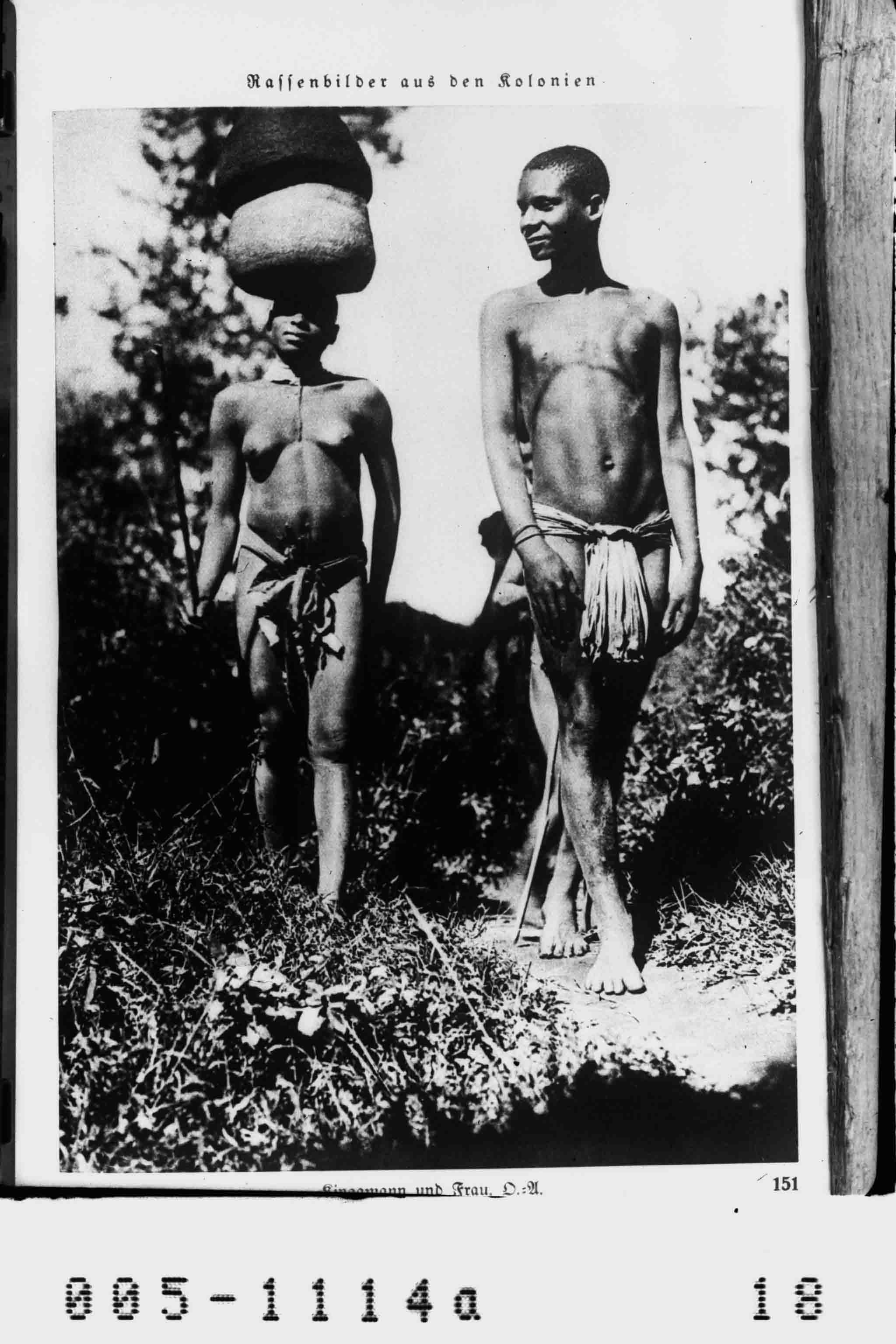
Kinga, Frau und Mann um 1900

Die Wakinga oder Kinga sind eine Bantu-Ethnie in Südtansania. Historisch leben sie im Livingstone-Gebirge nördlich des Malawisees. In der Literatur wird vor allem der Lwembe-Kult des als göttlicher König verehrten Urahnen Lwembe beschrieben. 2003 zählten die Wakinga 140.000 Personen. Um 1920 wurde die Anzahl auf 20.000 Personen geschätzt.